# Лєсков Микола Семенович
Мико́ла Семе́нович Лєско́в (рос. Николай Семёнович Лесков; *4 (16) лютого 1831, Горохово, Орловська губернія, Російська імперія — † 21 лютого (5 березня) 1895) — російський письменник, журналіст.

## Біографія

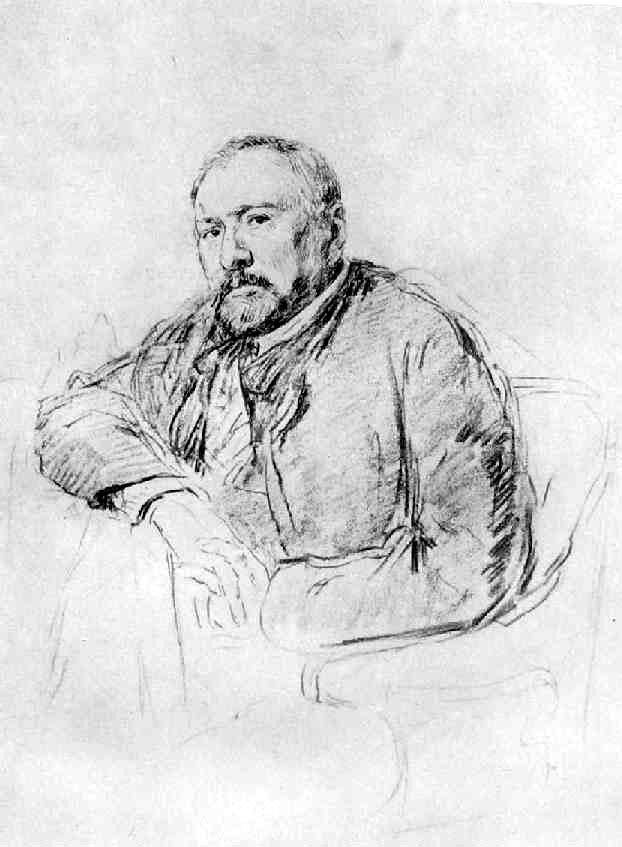
М. С. Лєсков. Малюнок І. Ю. Рєпіна, 1888—89 гг.

Микола Семенович Лєсков народився 4 лютого 1831 року у селі Горохове Орловського повіту. Батько Лєскова, Семен Дмитрович Лєсков (1789—1848), виходець з духовного середовища, за словами Миколи Семеновича, був «…великий, чудовий розумник і дрімучий семінарист» . Порвавши з духовним середовищем, він поступив на службу в Орловську кримінальну палату, де дослужився до чинів, що давали право на спадкове дворянство, і, за свідченням сучасників, мав репутацію проникливого слідчого, здатного розплутувати складні справи. Мати Марія Петрівна Лєскова (до шлюбу Алфер'єва) була дочкою збіднілого московського дворянина. Одна з її сестер була одружена з багатим орловським поміщиком, інша — з англійцем, який управляв кількома маєтками в різних губерніях.

### Дитинство
Раннє дитинство М. С. Лєскова пройшло в Орлі. Після 1839 року, коли батько покинув службу (через сварку з начальством, чим, за словами Лєскова, накликав на себе гнів губернатора), сім'я — подружжя, троє синів і дві дочки — переїхала в село Панін неподалік від міста Кроми. Тут, як згадував майбутній письменник, і відбулося його знайомство з народною мовою.
У серпні 1841 року в десятирічному віці М. С. Лєсков поступив у перший клас Орловської губернської гімназії, де вчився погано: через п'ять років він отримав свідоцтво про закінчення лише двох класів. Проводячи аналогію з М. О. Некрасовим, відомий літературознавець  Б. Бухштаб  зробив припущення: «В обох випадках, вочевидь, діяли — з одного боку, бездоглядність, з іншого — відраза до зубріння, до рутини і мертвечини тодішніх казенних навчальних закладів при жадібному інтересі до життя і яскравому темпераменті».
У червні 1847 року Лєсков вступив на службу в ту ж палату кримінального суду, де працював його батько, на посаду канцелярського служителя 2-го розряду. Після смерті батька від холери (в 1848 році), Микола Семенович отримав чергове підвищення по службі, ставши помічником столоначальника Орловської палати кримінального суду, а в грудні 1849 року за власним проханням — переміщення в штат Київської казенної палати. Він переїхав до Києва, де жив у свого дядька С. П. Алфер'єва.

### Микола Лєсков і Київ
У 1849—1857 роках Микола Лєсков жив у Києві на вулиці Маложитомирській, 20 (на будинку, що нині знаходиться поруч із тим, в якому мешкав письменник,  встановлено меморіальну дошку ), у свого дядька Сергія Алфер'єва, професора Київського університету, декана медичного факультету. Лєсков був вільним слухачем Київського університету. Служив канцеляристом у присутніх місцях.
Відвідуючи лекції на різних факультетах, він слухав також анатомію, яка вразила його уяву. Написати перший фейлетон Миколу Лєскова умовив Олександр Петрович Вальтер, відомий київський анатом, завідувач кафедри фізіологічної анатомії та мікроскопії. Так почалося творче життя письменника. Вальтер видавав власним коштом журнал «Современная медицина», у якому Лєсков опублікував декілька своїх перших статей («Заметка о зданиях» — 1860, N 29; «О рабочем классе» — 1860, N 32; «Несколько слов о врачах рекрутских присутствий» — 1860, N 36, та ін.)
1860, 1864, 1865, 1874, 1875, 1880 і 1881 року письменник відвідував місто , відобразив київське життя в повістях «Дитячі роки»,  «Закарбований ангел» , оповіданні «Фігура», нарисах «Печерські антики» та ін.
1940 року у Києві на честь Миколи Лєскова названо вулицю.
У Києві працював лікарем молодший брат Лєскова — Олексій Семенович Лєсков.
У Києві (в 1850—1857 роки) Лєсков відвідував вільним слухачем лекції в університеті, вивчав польську мову, захопився іконописом, брав участь в релігійно-філософському студентському гуртку, спілкувався з паломниками, старообрядцями, сектантами. Зазначалося, що значно вплив на світогляд майбутнього письменника надав економіст Д. П. Журавський, поборник скасування кріпосного права.
У 1857 році Лєсков звільнився зі служби і почав працювати в компанії чоловіка своєї тітки А. Я. Шкотт (Скотта) «Шкотт і Вількенс». У підприємстві, яке (за його словами) намагалося «експлуатувати все, до чого край представляв будь зручності», Лєсков отримав величезний практичний досвід і знання в численних галузях промисловості і сільського господарства. При цьому у справах фірми Лєсков постійно відправлявся в «мандри по Росії», що також сприяло його знайомству з мовою і побутом різних областей країни. «Це найкращі роки мого життя, коли я багато бачив і жив легко», — пізніше згадував М. С. Лєсков.
У цей період (до 1860 року) він жив з родиною в селі Райському Городищенського повіту Пензенської губернії.
Деякий час потому, однак, торговий дім припинив своє існування і Лєсков влітку 1860 року повернувся до Києва, де зайнявся журналістською та літературною діяльністю. Через півроку він переїхав до Петербурга, зупинившись у І. В. Вернадського.
«Париж після Петербурга, — відзначав син письменника Андрій, — як і Петербург після Києва, не вражали його так, як вразив Київ після Орла, Кром, Собакіна...» .

### Літературна кар'єра
Лєсков почав друкуватися порівняно пізно, на двадцять дев'ятому році життя, помістивши декілька заміток у газеті «Санкт-Петербургские ведомости» (1859—1860), кілька статей в київських виданнях «Сучасна медицина», який видавав А. П. Вальтер (стаття «Про робітничий клас», кілька заміток про лікарів) і «Покажчик економічний». Статті Лєскова, що викривали корупцію поліцейських лікарів, призвели до конфлікту з товаришами по службі: в результаті організованої ними провокації і Лєсков, який проводив службове розслідування, був звинувачений у хабарництві і змушений був залишити службу.
На початку своєї літературної кар'єри М. С. Лєсков співпрацював з багатьма петербурзькими газетами і журналами, найбільше друкуючись в «Отечественных записках» (де йому протегував знайомий орловський публіцист С. С. Громеко), в «Русской речи» і «Северной пчеле» . У «Отечественных записках» були надруковані «Нариси винокурної промисловості», які сам Лєсков називав своєю першою роботою). Вони вважаються його першою великою публікацією. Влітку того ж року він ненадовго переїхав до Москви, повернувшись до Петербурга в грудні.

### Псевдоніми М.С.Лєскова
На початку творчої діяльності Лєсков писав під псевдонімом М. Стебницький. Псевдонімний підпис «Стебницкий» вперше з'явився 25 березня 1862 року під першою белетристичною роботою — «Згасла справа» (пізніше «Засуха»). Цей псевдонім письменник використовував до 14 серпня 1869 року. Часом були підписи «М. С.», «С.», і, нарешті, в 1872 році — «Л. С.», «П. Лесков-Стебницкий» і «М. Лесков-Стебницкий». Серед інших умовних підписів і псевдонімів, що використовувалися Лєсковим, відомі: «Фрейшиц», «В. Пересветов», «Николай Понукалов», «Николай Горохов», «Кто-то», «Дм. М-ев», «Н.», «Член общества», «Псаломщик», «Свящ. П. Касторский», «Дивьянк», «М. П.», «Б. Протозанов», «Николай-ов», «Н. Л.», «Н. Л. —в», «Любитель старины», «Проезжий», «Любитель часов», «N. L.», «Л.». 

### Стаття про пожежі
У статті з приводу пожеж в газеті «Северная пчела» від 30 травня 1862 року, про які поширювалися чутки як про підпали, здійснюваних революційно налаштованими студентами і поляками, письменник згадав про ці чутки і зажадав від властей їх підтвердити або спростувати, що було сприйнято демократичної публікою як донос. Крім того, критика дій адміністративної влади, виражена побажанням, «щоб надсилаються команди були на пожежі для дійсної допомоги, а не для стояння» — викликала гнів самого царя. Прочитавши ці рядки, Олександр II написав: «Не слід пропускати, тим більше, що це брехня».
Внаслідок цього Лєсков був відправлений редакцією «Северной пчелы» в тривале відрядження. Він об'їхав західні провінції імперії, відвідав також Дінабург, Вільно, Гродно, Пінськ, Львів, Прагу, 
Краків, а в кінці відрядження — і Париж. У 1863 році він повернувся в Росію і опублікував серію публіцистичних нарисів і листів, зокрема, «З одного дорожнього щоденника», «Російське товариство в Парижі».

### «Нікуди»
З початку 1862 року М. С. Лєсков став постійним співробітником газети «Северная пчела», де почав писати як передові статті, так і нариси, нерідко на побутові, етнографічні теми, але також — критичні статті, спрямовані, зокрема, проти «вульгарного матеріалізму» і нігілізму. Високу оцінку його діяльність, отримала на сторінках тодішнього «Современника».
Письменницька кар'єра М. С. Лєскова почалася в 1863 році, вийшли його перші повісті  «Житіє однієї баби»  і «Вівцебик» (1863—1864). Тоді ж в журналі «Библіотека для чтенія» почав друкуватися роман «Нікуди» (1864). «Роман цей носить все знаки поспішності і невмілість моєї», — пізніше визнавав сам письменник.
«Нікуди», сатирично зображав побут нігілістичної комуни, якому протиставлялися працьовитість російського народу і християнські сімейні цінності, викликав незадоволення радикалів. Було відзначено, що у більшості зображених Лєсковим «нігілістів» були пізнавані прототипи (в образі глави комуни Белоярцева вгадувався літератор В. О. Слєпцов).
Саме цей перший, в політичному відношенні радикальний дебют на багато років визначив особливе місце Лєскова в літературному співтоваристві, яке, в більшості своїй, схильне було приписувати йому «реакційні», антидемократичні погляди. Ліва преса активно поширювала чутки, згідно з якими роман був написаний «на замовлення» Третього відділення. Це «мерзенне наклеп», за словами письменника, зіпсувало всю його творче життя, на багато років позбавивши можливості друкуватися в популярних журналах. Це і визначило його зближення з М. Н. Катковим, видавцем «Російського вісника».

### Перші повісті
У 1863 році в журналі «Библіотека для чтенія» була надрукована повість «Житіє однієї баби». За життя письменника твір не перевидавався і згодом вийшов лише в 1924 році в зміненому вигляді під заголовком «Амур в лапоточке. Селянський роман» (видавництво «Время», під редакцією П. В. Бикова). Останній стверджував, що Лєсков сам подарував йому нову версію власного твору — на знак подяки за складену ним в 1889 році бібліографію творів. Щодо цієї версії існували сумніви: відомо, що М. С. Лєсков вже в передмові до першого тому збірки «Повісті, нариси й оповідання М. Стебницького» «обіцяв у другому томі надрукувати» досвід селянського роману «Амур в лапоточке», але тоді обіцяної публікації не було.
У ті ж роки вийшли твори Лєскова  «Леді Макбет Мценського повіту»  (1864),  «Войовниця»  (1866) — повісті, в основному, трагічного звучання, в яких автор вивів яскраві жіночі образи різних станів. Сучасною письменнику критикою вони були практично залишені без уваги, але згодом отримали найвищі оцінки фахівців. Саме в перших повістях проявився індивідуальний гумор Лєскова, вперше став складатися його унікальний стиль, різновид «оповіді», родоначальником якого — поряд з Гоголем — він згодом став вважатися. Елементи стилю, що прославив Лєскова, є і в повісті «Котін Доілец і Платонида» (1867).
Приблизно в цей час М. С. Лєсков дебютував і як драматург. У 1867 році Александринський театр поставив його п'єсу «Марнотрат», драму з купецького життя, після якої Лєсков в черговий раз був звинувачений критикою у «песимізмі і антигромадських тенденціях». З інших великих творів Лєскова 1860-х років критики відзначали повість «Обійдені» (1865) (вона сторена в полеміці з романом М. Г. Чернишевського «Що робити?», і «Остров'яни» (1866), повість, що описувала життя, побут та настрої німців, які проживають на Василівському острові.

### «На ножах»
У 1870 році М. С. Лєсков опублікував роман  «На ножах» , в якому продовжив по-злому висміювати нігілістів, представників революційного руху, що виникав та розгортався в ті роки в Росії. Рух цей в уявленні письменника зростається з криміналом. Сам Лєсков був незадоволений романом, згодом називаючи його своїм найгіршим твором. Крім того, неприємний осад у письменника залишили і постійні суперечки з М. Н. Катковим, який щоразу вимагав переробляти і редагувати закінчений варіант. «У цьому виданні чисто літературні інтереси применшувалися, знищувалися і пристосовувалися на послуги інтересам, не має нічого спільного ні з якою літературою», — писав М. С. Лєсков.
Деякі сучасники (зокрема, Ф. Достоєвський) відзначили заплутаність авантюрного сюжету роману, натягнутість і неправдоподібність описаних в ньому подій. Після цього до жанру роману в чистому вигляді М. С. Лєсков більше не повертався.

### «Соборяне»
Роман «На ножах» став поворотним пунктом у творчості письменника. М. Горький зазначав, що «… після злого роману „На ножах“ літературна творчість Лєскова відразу стає яскравим живописом чи, радше, іконописом, — він починає створювати для Росії іконостас її святих і праведників». Основними героями творів Лєскова стали представники російського духовенства, почасти — помісного дворянства. Розрізнені уривки і нариси стали поступово складатися в великий роман, який у кінцевому підсумку отримав назву  «Соборяне»  і був надрукований у 1872 році в «Русском вестнике». Як зазначає літературний критик В. Коровін, позитивних героїв — протопопа Савелія Туберозова, диякона Ахілла Десніцина і священика Захарія Бенефактова, — розповідь про яких витримано в традиціях героїчного епосу, «з усіх боків обступають діячі нового часу — нігілісти, шахраї, цивільні та церковні чиновники нового типу». Темою роману стала протидія «істинного» християнства казенному, що згодом привело письменника до конфлікту з церковними і світськими властями. Він же став першим твором, що мав значний суспільний резонанс.
Одночасно з романом писалися дві «хроніки», співзвучні за тематикою і настроєм основному твору: «Старі роки в селі Плодомасове» (1869) і «Зубожілий рід» (повна назва: «Зубожілий рід. Сімейна хроніка князів Протазанових. Із записок княжни В. Д. П.», 1873). Відповідно до одного з критиків, героїні обох хронік — «зразки стійкої чесноти, спокійної гідності, високої мужності, розумного людинолюбства». Обидва ці твори залишали відчуття незавершеності. Згодом з'ясувалося, що друга частина хроніки, в якій (згідно з В. Коровіним) «уїдливо зображувалися містицизм і святенництво кінця олександрівського царювання і затверджувалася соціальна невтіленість в російське життя християнства», [7] викликала невдоволення М. Каткова. Лєсков, розійшовшись у думках із видавцем, просто не став дописувати те, що могло б перерости в роман. [5] «Катков… під час друкування "Зубожілого роду" сказав (співробітнику «Русского вісника») Воскобойникову: "Ми помиляємося: ця людина не наша!" — пізніше стверджував письменник.

### «Лівша»
Одним із найяскравіших образів у галереї лєсковських «праведників» став Лівша («Сказ про тульського косого шульгу і про сталеву блоху», 1881). Згодом критики відзначали тут, з одного боку, віртуозність втілення лєсковскої «оповіді», насиченої грою слів і оригінальними неологізмами (нерідко з глузливим, сатиричним підтекстом), з іншого — багатошаровість розповіді, присутність двох точок зору: відкритої (належить простодушному персонажу) і прихованої, авторської, нерідко протилежної. Про цю «підступність» власного стилю сам М. С. Лєсков писав: «Ще кілька осіб підтримали, що в моїх оповіданнях дійсно важко розрізняти між добром і злом, і що навіть часом ніби зовсім не розбереш, хто шкодить справі і хто йому допомагає. Це відносили до деякої уродженої підступності моєї натури»..
Як зазначав дослідник творчості письменника Б. Я. Бухштаб, така «підступність» проявилася насамперед у описі дій отамана Платова, з точки зору героя — майже героїчних, що автором приховано висміюються. «Лівша» зазнав нищівної критики з обох сторін. Ліберали і «ліві» звинуватили Лєскова в націоналізмі, «праві» визнали надмірно похмурим зображення життя російського народу. М. С. Лєсков відповів, що «принизити російський народ або полестити йому» ніяк не входило в його наміри.
При публікації в «Русі», а також в окремому виданні повість супроводжувалася авторською передмовою: «Я не можу сказати, де саме народилася перша згадка баснослів'я про сталеву блоху, тобто завелася вона в Тулі, на Іжмі або в Сестрорецьку, але, очевидно, вона пішла з одного з цих місць. У всякому разі оповідь про сталеву блоху є спеціально зброярською легендою, і вона виражає собою гордість російських майстрів рушничної справи. У ній зображується боротьба наших майстрів із англійськими майстрами, з якої наші вийшли переможно і англійців зовсім посоромили і принизили. Тут же з'ясовується деяка секретна причина військових невдач у Криму. Я записав цю легенду в Сестрорецьку по тамтешньому сказу від старого зброяра, тульського вихідця, який переселився на Сестру-річку ще за царювання імператора Олександра Першого...».
Згодом воно було виключене автором, оскільки критика сприйняла його буквально і визнала «Лівшу» просто записом старовинної легенди .

### 1872—1874 роки
У 1872 році було написано, а рік потому опубліковано оповідання М. С. Лєскова «Закарбований ангел», в якому йшлося про диво, що привело розкольницьку громаду до єднання з православ'ям. У творі, де є відгомін давньоруських «хожень» і сказань про чудотворні ікони, який згодом був визнаний однією із найкращих речей письменника, лєсковський «сказ» отримав найбільш сильне і виразне втілення. «Закарбований ангел» виявився практично єдиним твором письменника, який не зазнав редакторської правки «Російського Вісника», бо, як зауважував письменник, «пройшов за їх браком часу в тінях». Оповідання, що містило критику влади, тим не менше справило резонанс в офіційних сферах і навіть при дворі.
У тому ж році вийшла повість «Зачарований мандрівник», твір вільних форм, що не мав закінченого сюжету, побудований на сплетенні розрізнених сюжетних ліній. Лєсков вважав, що такий жанр має замінити собою те, що прийнято було вважати традиційним сучасним романом.

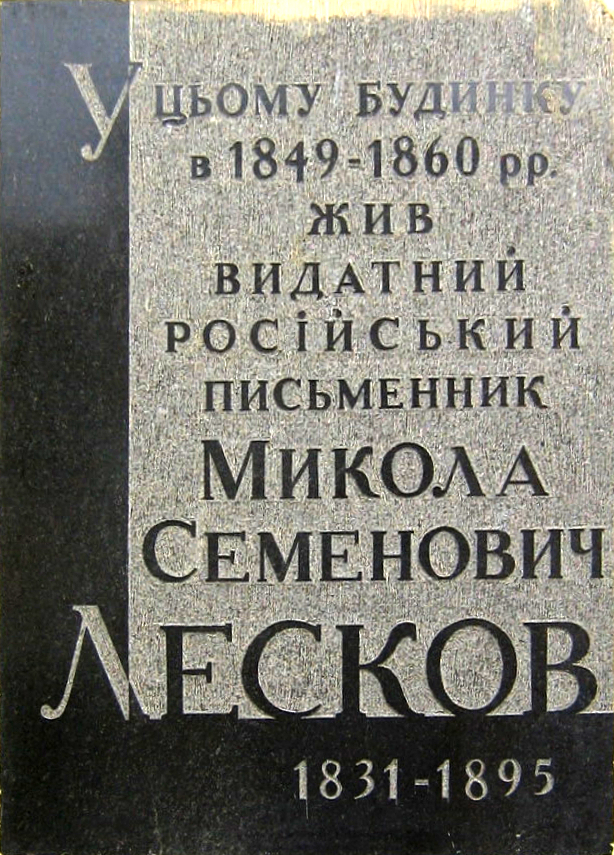
Меморіальна дошка М. С. Лєскову на будинку у Києві, який знаходиться поруч із домом, де він довгий час проживав (вул. Мала Житомирська, 20)

### Вегетаріанство
Вегетаріанство дуже сильно вплинуло на життя і творчість письменника, особливо з моменту його знайомства із Львом Миколаєвичем Толстим у квітні 1887 року у Москві. В листі до видавця газети «Новоє врємя» О. С. Суворіна Лєсков писав: «К вегетарианству я перешёл по совету Бертенсона; но, конечно, при собственном моём к этому влечению. Я всегда возмущался [бойнею] и думал, что это не должно быть так»..
Історія вегетаріанської кухарської книги в Росії починається із заклику М. С. Лєскова створити таку книгу російською мовою. Цей заклик письменника був опублікований в червні 1892 року в газеті «Новоє врємя» під назвою «О необходимости издания на русском языке хорошо составленной обстоятельной кухонной книги для вегетарианцев». Необхідність видання подібної книги Лєсков аргументував «значним» і «постійно збільшуваним» числом вегетаріанців у Росії, котрі, на жаль, досі не мають книг з вегетаріанськими рецептами рідною мовою.
Через рік така книга була видана.
Микола Семенович Лєсков — творець першого в російській літературі персонажа-вегетаріанця.

## Микола Лєсков і Україна
Україною та її культурою Лєсков зацікавився ще в Орлі під впливом Опанаса Марковича, який відбував там заслання за участь у діяльності 
Кирило-Мефодіївського товариства. .
М. С. Лєсков був знайомий із Шевченком, присвятив йому декілька статей, неодноразово згадував його у творах , а також залишив спогади про поета «Остання зустріч і остання розлука з Шевченком».
На українському матеріалі М. С. Лєсков написав низку творів, зокрема «Нехрещений піп», «Владичний суд», «Фігура», «Закарбований ангел», «Зайців реміз» та ін.

## Пам'ять
Син письменника, генерал-лейтенант Андрій Лєсков написав книгу «Життя Миколи Лєскова за його особистими сімейними і несімейними записами і пам'ятями». У цій книзі згадується Хутір Тимки, де була садиба дружини брата письменника.
У 1974 році в Орлі відкрито музей письменника, він розташований у будинку, що зберігся на місці садиби батька літератора — С. Д. Лєскова.